# Laryngektomia
Laryngektomia (łac. laryngectomia) – zabieg laryngologiczny polegający na częściowym lub całkowitym wycięciu krtani. Jest to jedna z metod chirurgicznego leczenia raka krtani i raka gardła dolnego.

## Typy laryngektomii częściowych
Laryngektomia częściowa (łac. laryngectomia partialis) – jest to częściowe usunięcie krtani. Stanowią one 17%-53% wszystkich operacji leczenia raka krtani. Może być ono wykonane na drodze endoskopowej lub z dojścia zewnętrznego. Laryngektomie częściowe nazywane są niekiedy laryngektomiami czynnościowymi lub funkcjonalnymi, gdyż usunięcie części krtani pozwala na zachowanie jej funkcji (oddechowej, fonacyjnej i ochronnej) dzięki wykonanej rekonstrukcji narządu.
- - endoskopowa chordektomia – zabieg endoskopowy (przez jamę ustną), wykonywany w znieczuleniu ogólnym przy użyciu mikroskopu mikrolaryngoskopia (mikrochirurgia krtani). Polega na usunięciu fałdu głosowego. Wykonywana najczęściej w przypadku wczesnych postaci raka głośni (rak przedinwazyjny, rak mikroinwazyjny), które zlokalizowane są w środkowej części fałdu głosowego. Może być także wykonywana w przypadku obustronnego porażenia fałdów głosowych, w celu poszerzenia szpary głośni.
  - chordektomia zewnątrzkrtaniowa – wykonywana jest z dojścia zewnętrznego przez laryngofisurę. Jest metodą leczenia raka fałdu głosowego położonego w okolicy nalewki lub ku przodowi (okolica spoidła przedniego). Otwarcie krtani z zewnątrz daje lepszy wgląd i ocenę rozległości raka głośni, a co najważniejsze, takie usunięcie zmiany, które zapewnia czystość onkologiczną. "Bezpiecznym" marginesem tkanek zdrowych jest co najmniej 5 mm.[2]
    - chordektomia prosta (łac. chordectomia simplex) – to zwykłe wycięcie fałdu głosowego. Wykonuje się je łącznie z usunięciem ochrzęstnej chrząstki tarczowatej. Część autorów uważa, aby wraz z fałdem głosowym usuwać wyrostek głosowy chrząstki nalewkowatej.
    - chordektomia poszerzona (łac. chordectomia elargata) – stosowana w przypadku większego zaawansowania raka krtani, gdy konieczna jest resekcja, poszerzona o usunięcie oprócz fałdu głosowego dodatkowych przylegających do niego struktur: spoidło przednie, nalewkę, fragment podgłośni.

  - laryngektomia częściowa czołowa (czołowo-przednia) (łac. laryngectomia partialis frontalis vel fronto-anterior) – wykonywana sposobem Leroux-Roberta (łac. operatio modo Leroux-Robert op. L-R) lub sposobem Tapii. Polega na usunięciu przednich odcinków obu fałdów głosowych wraz ze spoidłem przednim oraz częścią przednią płytek chrząstki tarczowatej i okolicą podgłośni zawartą pomiędzy nimi. W przypadku raka spoidła przedniego z minimalnym szerzeniem się ku górze w kierunku nagłośni operację czołową można poszerzyć dodatkowo o usunięcie części lub całej nagłośni, kości gnykowej i przestrzeni przednagłośniowej[3].
  - laryngektomia częściowa czołowo-boczna (łac. laryngectomia partialis fronto-lateralis) – podobna do laryngektomii czołowej, także sp. Leroux-Robert. Polega na usunięciu fałdu głosowego ze spoidłem przednim i początkowym przylegającym odcinkiem fałdu głosowego przeciwległego oraz fragmentem płytki chrząstki tarczowatej z przylegającym fragmentem podgłośni. Różnica pomiędzy laryngektomią czołową a czołowo-boczną polega na "bardziej bocznym" usuwaniu tkanek w drugim przypadku.
    - laryngektomia czołowo-boczna poszerzona (łac. laryngectomia fronto-lateralis elargata) – poszerzona dodatkowo o resekcję kieszonki krtaniowej, fałdu przedsionkowego, nalewki i szypuły nagłośni.

  - połowicze usunięcie krtani (łac. hemilaryngectomia) – najczęściej sp. Hautanta, polega na "usunięciu pionowym połowy krtani": fałdu głosowego z przylegającą okolica podgłośniową, fragmentu płytki chrząstki tarczowatej oraz nalewkowatej i górną częścią płytki pierścieniowatej
  - laryngektomia częściowa pozioma nadgłośniowa (łac. laryngectomia supraglottica horizontalis) sp. Alonso – polega na usunięciu górnego piętra krtani do poziomu kieszonek krtaniowych. Resekcji nie podlegają fałdy głosowe i nalewki. Metoda ta jest stosowana głównie w leczeniu raków zlokalizowanych na nagłośni i fałdzie przedsionkowym.
  - prawie całkowite usunięcie krtani (łac. laryngectomia subtotalis) – istnieje wiele modyfikacji tego zabiegu. Jego konsekwencją jest rekonstrukcja krtani metodą CHP lub CHEP (p. niżej). Zależnie od sytuacji klinicznej i stopnia nacieku pozostawia się obie bądź jedną nalewkę. Przy rakach głośni w zależności od sytuacji pozostawia się fałdy przedsionkowe i nagłośnię.
    - metoda Pearsona – jest odmianą prawie całkowitego usunięcia krtani, w której usuwane jest ¾ krtani, stąd nazwa w czasopismach anglojęzycznych: three-quarter laryngectomy. Konsekwencją zabiegu jest brak możliwości dekaniulacji pacjenta. (Chory cały czas ma założoną tracheotomię). Jednocześnie występuje zachowanie głosu, ale tylko przy użyciu przetoki tchawiczo-przełykowej[4]. W metodzie Pearsona resekcji podlega prawie całkowicie przednia część krtani z prawie całkowitym usunięciem przestrzeni okołogłośniowej obustronnie wraz z przestrzenią przednagłośniową. Pozostaje jeden fałd głosowy (lub jego tylna część), jedna nalewka, oraz nerw krtaniowy wsteczny po stronie nieresekowanego fałdu głosowego[5].

Z powodu dużej liczby typów zabiegów operacyjnych na krtani i ich modyfikacji wyróżnia się wiele podziałów laryngektomii.
Inny podział częściowych operacji krtani uwzględnia płaszczyznę jej rozcięcia w stosunku do osi długiej i wyróżnia: laryngektomie pionowe i laryngektomie poziome.
Do laryngektomii poziomych zaliczamy:
- laryngektomia nadgłośniowa – najczęstsza sposobem Alonso (modo Alonso) wykonywana jest w przypadku zajęcia przez nowotwór przedsionka krtani[7] Omówiona powyżej.
- laryngektomia pozioma głośniowa – sp. Calearo (modo Calearo) – przy zajęciu obu fałdów głosowych oraz spoidła przedniego[8].
- laryngektomia pozioma nadpierścieniowa – wykonuje się ją w przypadku zajęcia górnego (nadgłośnia) lub środkowego piętra krtani (głośnia)[9].

Obecnie z powodu dużego rozwoju chirurgii rekonstrukcyjnej i czynnościowej, także w otorynolaryngologii wybór metody pozwala brać pod uwagę aspekt funkcjonalny narządu z maksymalnym możliwym zachowaniem jego czynności. Po częściowym usunięciu krtani pozostałe jej części wymagają zespolenia, aby zrekonstruować krtań. Do najważniejszych metod (operacji) rekonstrukcyjnych krtani zaliczamy:
- tyreohyopeksja – zespolenie chrząstki tarczowatej z kością gnykową; zespolenie to wykonuje się operacji poziomej nadgłośniowej
- tyreokrikopeksja – zespolenie chrząstki tarczowatej z chrząstką pierścieniowatą jako konsekwencja laryngektomii poziomej głośniowej (Calearo)
- krikohyoidopeksja (CHP) sposobem Labayle – jako konsekwencja laryngektomii nadpierścieniowej (np. prawie całkowitego usunięcia krtani). Polega na zespoleniu chrząstki pierścieniowatej z kością gnykową i nasadą języka. Wykonuje się ja w przypadku raków przedsionka krtani, które naciekają ku dołowi na tyle nisko, że niemożliwe jest wykonanie laryngektomii poziomej nadgłośniowej[11].
- krikohyoidoepiglottopeksja (CHEP) metodą Majer-Piquet – jest także wynikiem laryngektomii nadpierścieniowej i polega na zespoleniu z sobą pozostałej chrząstki pierścieniowatej z nagłośnią i kością gnykową. Wykonuje się ją w przypadku raków głośni jedno lub obustronnych (z zajęciem spoidła przedniego) dodatkowo z naciekiem chrząstki nalewkowatej lub dna kieszonki krtaniowej czy też szypuły nagłośni[12].

Ograniczenie ruchomości fałdów głosowych przy ww. lokalizacji nie jest przeciwwskazaniem do zabiegu.
- epiglotoplastyka (laryngoplastyka nagłośniowa) sposobem Sedlačka-Kambica-Tuckera – wykonuje się ją w przypadku ubytku w chrząstce tarczowatej (po laryngektomii częściowej) i polega na przemieszczeniu nagłośni ku dołowi w kierunku chrząstki pierścieniowatej, tak aby zamknąć puszkę krtani.

Do laryngektomii pionowych należą: chordektomia, laryngektomia czołowo-przednia, laryngektomia czołowo-boczna, hemilaryngektomia. Wykonywane są one w przypadku raków fałdów głosowych przy prawidłowej lub nieznacznie upośledzonej ich ruchomości.
Specyfika zabiegu laryngektomii częściowych
Laryngektomie częściowe z dojścia zewnętrznego przed rozpoczęciem zabiegu wymagają wykonania tracheotomii zwykle w znieczuleniu miejscowym. Intubacja następuje dotchawiczo przez wykonaną tracheotomię. Tracheotomia w operacjach częściowych krtani pozwala na lepsze warunki techniczne (brak przeszkody w postaci rurki intubacyjnej w operowanej krtani), a także zabezpiecza drogi oddechowe po zabiegu – zapewnia prawidłowe oddychanie. Po zabiegu obrzęk pooperacyjny tkanek krtani mógłby spowodować duszność. Dekaniulację chorego po operacji częściowej wykonuje się na 1. lub 2. dobę po operacji.

## Laryngektomia całkowita
Laryngektomia całkowita (łac. laryngectomia totalis) jest to całkowita resekcja krtani, której konsekwencją jest brak emisji głosu przez chorego i oddzielenie drogi oddechowej od pokarmowej na stałe. Po raz pierwszy została wykonana w sylwestra 1873 roku przez Theodora Billrotha.
Przed zabiegiem choremu wykonuje się tracheotomię, a następnie przez otwór w tchawicy następuje intubacja. Zabieg polega na odcięciu krtani od góry od nasady języka i gardła oraz od dołu od tchawicy. Podczas laryngektomii całkowitej usuwa się także kość gnykową z przestrzenią przednagłośniową. Pozostawione ściany gardła dolnego po odcięciu krtani zszywa się ze sobą, a do przełyku zakłada się sondę odżywczą w celu wygojenia gardła. Przez około 10-14 najbliższych dni, przy braku powikłań pacjent otrzymuje półpłynny pokarm tylko przez sondę. Pozostały kikut tchawicy na stałe zszywa się ze skórą szyi tworząc przetokę zwaną tracheostomią lub tracheostomą.
Z najważniejszych wskazań do laryngektomii całkowitej należy wymienić:
- unieruchomienie fałdu głosowego
- nawrót raka krtani po uprzedniej radioterapii
- jako niepowodzenie po operacji częściowej
- rak przezgłośniowy (ang. transglottic cancer)
- rak krtani naciekający chrząstki krtani (pierścieniowatą, tarczowatą)
- rak obejmujący koncentryczne wnętrze krtani (niekoniecznie z unieruchomieniem fałdów głosowych)
- rak tylnego odcinka krtani (nalewki i okolica międzynalewkowa)
- rak schodzi do podgłośni
- pacjenci, których stan ogólny wyklucza wykonanie laryngektomii częściowej
- raki krtani, które są mało promienioczułe (np. chrzęstniakomięsak)
- raki części krtaniowej gardła

Niezmiernie rzadko laryngektomię całkowitą wykonuje się nie tylko ze wskazań onkologicznych: radionekroza, czyli martwica popromienna krtani. Przeciwwskazaniem do laryngektomii jest zajęcie przez guz tętnicy szyjnej oraz naciek powięzi przedkręgosłupowej.

### Postępowanie z chorym laryngektomowanym
Chory laryngektomowany wymaga przestawienia się na inne warunki anatomiczne i funkcjonalne związane z usunięciem krtani. W okresie okołooperacyjnym chory wymaga:
- podawania antybiotyków przez 10-14 dni
- karmienie tylko przez sondę odżywczą przez 10-14 dni, następnie po usunięciu sondy (przy braku przetoki ślinowej) stopniowe włączanie płynów i pokarmów półpłynnych aż do powrotu do normalnej diety
- toaleta tracheostomy – codzienne opatrunki z wyjęciem czyszczeniem rurki, usunięcie drenażu zwykle po 3-5 dniach (w zależności od stopnia retencji)
- podawanie leków przeciw-refluksowych – drażnienie przez kwaśną treść żołądkową zszytej rany w gardle dolnym może spowodować jej rozejście i powstanie przetoki ślinowej
- usunięcie szwów skórnych po około 7 dniach, szwów z tracheostomy po 10 dniach
- nie wolno zapomnieć o kontroli stanu psychicznego chorego laryngektomowanego. Specyfika zabiegu operacyjnego często może u chorego wywoływać poczucie odrzucenia i stany depresyjne związane z brakiem możliwości porozumiewania się werbalnego[14].

Ponadto chory laryngektomowany ze względu na pooperacyjne warunki anatomiczne może borykać się z następującymi problemami:
- odkrztuszanie dużej ilości wydzieliny z drzewa tchawiczo-oskrzelowego – taka sytuacja może powodować izolację chorych z obawy przed nadmierną produkcją wydzieliny w nieoczekiwanych sytuacjach
- brak głosu dźwięcznego – nie znaczy to, że chory nie może nauczyć się mówić. Odpowiednia rehabilitacja foniatryczna stwarza warunki do wykształcenia mowy przełykowej. Innym typem porozumiewania się chorych laryngektomowanych jest przetoka tchawiczo-przełykowa, która jest wszywana u chorych po laryngektomii całkowitej.
- zaburzenia węchu i smaku – związane są z zupełnym wyłączeniem jamy nosowej z drogi oddechowej, może to powodować dyskomfort podczas spożywania pokarmów. Istnieją jednak obecnie metody częściowego poprawienia odczuwania węchu i smaku u chorych laryngektomowanych.
- nieżytowy przewlekły zanik błony śluzowej jam nosa i zatok przynosowych – związany jest także z faktem wykluczenia jamy nosowej z drogi oddechowej. Stan taki powoduje także, że powietrze dostające się do płuc nie jest już ogrzewane, oczyszczane i nawilżane – gdyż są to funkcje jamy nosowej.
- chory musi zachować szczególną ostrożność podczas kąpieli, ażeby woda nie dostała się przez tracheostomę bezpośrednio do płuc.

## Wybór techniki operacyjnej
Decyzja o częściowym lub całkowitym wycięciu krtani musi być podjęta bardzo rozważnie. Z jednej strony zabieg musi być radykalny w stopniu pozwalającym resekcję nowotworu w granicach tkanek zdrowych, z drugiej strony na ile jest to możliwe dąży się do zachowania jak największej funkcji narządu. Najważniejszym jednak kryterium wyboru metody operacyjnej jest rozległość nacieku nowotworowego. O ocenie jego rozległości decyduje wnikliwa diagnostyka.
Nie można zapominać przy wyborze techniki zabiegu o uwzględnieniu wieku pacjenta i stopniu jego samodzielności – wiek chronologiczny i biologiczny (późniejsze problemy z przyjmowaniem pokarmów po niektórych typach laryngektomii). Uwzględnić należy także obecność dodatkowych chorób: układu sercowo-naczyniowego, układu oddechowego czy nerwowego.

## Powikłania po laryngektomiach
Jak po każdym zabiegu operacyjnym także i po laryngektomiach częściowych jak i całkowitych mogą pojawiać się powikłania
- krwawienie – może wystąpić po każdym typie laryngektomii na skutek zsunięcia się podwiązki na naczyniu, nagłym wzroście ciśnienia tętniczego
  - krwiaki w ranie – wymagają ewakuacji przez opróżnienie mechaniczne, a następnie założenie sączka do rany i opatrunku uciskowego
- duszność – dotyczy laryngektomii częściowych, szczególnie pionowych, gdzie zwężenie światła krtani poprzez proces bliznowaty może powodować zaburzenie przepływu powietrza.
- zakażenie rany – najczęściej w I tygodniu  po zabiegu w okolicy tracheostomy (po laryngektomii całkowitej) objawia się obrzękiem i zaczerwienieniem
- odma podskórna – dotyczy laryngektomii częściowych, nie jest groźnym powikłaniem. Związana może być ona z nieszczelnością i niedopasowaniem rurki tracheotomijnej.
- zasychanie wydzieliny w dolnych drogach oddechowych – związane z niedostatecznym nawilżeniem tchawicy lub nieprawidłowym odksztuszaniem wydzieliny. Powoduje to tworzenie czopów, które w skrajnych przypadkach mogą powodować duszność.
- przetoka gardłowo-skórna – powstaje najczęściej jako skutek rozejścia się rany zszytego gardła i przedostawaniem się śliny na powierzchnię skóry
- zwężenie tracheostomy – niekiedy po laryngektomii całkowitej, szczególnie po wyjęciu rurki, następuje koncentryczne, bliznowate zwężenie przetoki. Na zwężenie tracheostomy szczególnie narażeni są pacjenci poddani uprzedniej radioterapii i u których nastąpiło nieprawidłowe wszycie tchawicy w skórę szyi. Leczenie polega na rozszerzeniu mechanicznym lub korekcji operacyjnej zwężenia[15].
- dysfagia – spowodowana jest zwężeniem w miejscu przejścia gardła w przełyk, jako skutek bliznowatego zwężenia tego odcinka drogi pokarmowej. Szczególnie występuje u chorych, którzy po laryngektomii wymagali dodatkowego leczenia radioterapią. Leczenie polega na wykonaniu ezofagoskopii i przeprowadzeniu sond przez zwężone miejsce.
- powikłania ogólne – należą do rzadkości. Wśród nich wyróżnić możemy: zapalenie śródpiersia, powikłania sercowo-naczyniowe, zapalenie oskrzeli i zapalenie płuc, odmę opłucnową, niedoczynność tarczycy, udar mózgu.
- wznowa miejscowa – czyli pojawienie się nowotworu w krtani po operacji częściowej lub w okolicy tracheostomy po operacji całkowitej. Wznowy po laryngektomii pogarszają rokowanie chorego. Ich częstość po laryngektomiach częściowych ocenia się na 7%-22%[16], a po laryngektomiach całkowitych na 28%. Wznowy dotyczą najczęściej operacji prawie całkowitego, a także poziomego i połowiczego usunięcia krtani. Ponad połowa wznów po laryngektomiach przypada na pierwsze dwa lata od zabiegu operacyjnego[17]. Najczęstszą przyczyną tych niepowodzeń po laryngektomii jest zbyt mały margines tkanek zdrowych. Na wznowę po laryngektomii ma także wpływ wcześniejsze wykonanie tracheotomii przez zabiegiem usunięcia krtani.
- aspiracja treści pokarmowej do dróg oddechowych – może być powikłaniem po laryngektomii częściowej (szczególnie poziomej nadgłośniowej) gdyż brak nagłośni "ułatwia" przedostawanie się pokarmu do tchawicy. W przypadku powtarzających się dużych aspiracji u chorego należy wykonać laryngektomię całkowitą.
- chrypka i zmiana barwy głosu – dotyczy to częściowych operacji krtani. Najlepsze wyniki głosowe uzyskuje się u pacjentów po operacjach poziomych.